# 绥安街道
绥安街道是中华人民共和国四川省南充市营山县下辖的一个街道办事处。

## 行政区划
绥安街道下辖以下村级行政区划单位：
东城社区、化育桥社区、白塔社区、中城社区、绥山社区、北观社区、书院桥社区、西城社区。